# Memoriał Walerego Łobanowskiego 2005
Międzynarodowy Memoriał Walerego Łobanowskiego 2005 – III edycja międzynarodowego turnieju piłkarskiego  – Memoriału Walerego Łobanowskiego rozgrywanego w Kijowie od 15 do 17 sierpnia 2005 roku. Turniej zmienił format i w tej edycji uczestniczyły drużyny narodowe, a nie kluby, jak w poprzednich latach.

## Uczestnicy i regulamin
W turnieju wzięły udział cztery zespoły:
- Ukraina (gospodarz)
- Polska
- Serbia i Czarnogóra
- Izrael

W turnieju rozegrano w sumie cztery mecze. Impreza rozpoczęła się od losowania, które wyłoniło pary półfinałowe. Spotkania odbyły się 15 sierpnia. Triumfatorzy tych spotkań zmierzyli się ze sobą 17 sierpnia w finale, a pokonani zagrali mecz o 3. miejsce w turnieju.

## Mecze

### Półfinały
| 15 sierpnia 2005 17:15 | Polska · Tomasz Frankowski 30', 42' · Grzegorz Rasiak 37' | 3:2(3:1) | Serbia i Czarnogóra · 32' Nikola Žigić · 59' Nemanja Vidić | Stadion Dynamo, Kijów Widzów: 5 000 |
|                        |                                                           |          |                                                            |                                     |

| 15 sierpnia 2005 21:15              | Ukraina | 0:0 k. 3:5(0:0)                           | Izrael | Stadion Dynamo, Kijów Widzów: 10 000 Sędzia: Tomasz Mikulski |
|                                     |         |                                           |        |                                                              |
|                                     |         | Rzuty karne                               |        |                                                              |
| Husin · Tymoszczuk · Rotań · Husiew |         | Gerszon · Tuama · Sawwan · Harazi · Keisi |        |                                                              |

### Mecz o 3 miejsce
| 17 sierpnia 2005 17:15 | Ukraina · Serhij Rebrow 61' · Serhij Nazarenko 72' | 2:1(0:1) | Serbia i Czarnogóra · 32' Mateja Kežman | Stadion Dynamo, Kijów Widzów: 4 000 Sędzia: Tomasz Mikulski |
|                        |                                                    |          |                                         |                                                             |

### Finał
| 17 sierpnia 2005 21:15 | Polska · Mirosław Szymkowiak 19' · Grzegorz Rasiak 77', 89' | 3:2(1:1) | Izrael · 35' Walid Badir · 47' Janiw Katan | Stadion Dynamo, Kijów Widzów: 10 000 Sędzia: Milan Karadżić |
|                        |                                                             |          |                                            |                                                             |

## Królowie strzelców

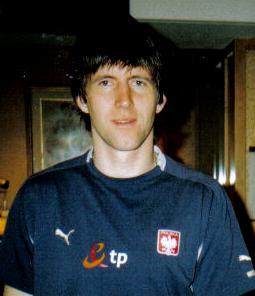
Grzegorz Rasiak – król strzelców turnieju.

3 gole
- Grzegorz Rasiak

2 gole
- Tomasz Frankowski

1 gol
- Walid Badir
- Janiw Katan
- Mirosław Szymkowiak
- Mateja Kežman
- Nemanja Vidić
- Nikola Žigić
- Serhij Nazarenko
- Serhij Rebrow

| Zwycięzca Memoriału Walerego Łobanowskiego 2005 |
| ----------------------------------------------- |
| Polska 1. tytuł                                 |